# Issachar Dow Ber Rokeach
Issachar Dow Ber Rokeach (ur. 1854 w Bełzie, zm. 29 października 1927 tamże) – rabin, syn i następca Joszuy, cadyka bełskiego.

## Życiorys
Issachar urodził się w Bełzie, w rodzinie Joszuy Rokeacha, drugiego cadyka bełskiego. Jego dziadkiem był Szolem Rokeach, założyciel dynastii bełskiej.
Gdy miał 14 lat, Issachar Dow ożenił się z córką rabina Jiszajahu Meszulama Zusji Twerskiego i wnuczką rabina Aarona Twerskiego z Czarnobyla. Mieli dwoje dzieci: Aharona, który po śmierci ojca miał objąć przywództwo chasydów bełskich, oraz Chanę Rochel, która wyszła za mąż za Pinchosa Twerskiego z Ustiły. Następne dziesięć lat spędził u teścia w Czarnobylu.
Po śmierci Baszy, ożenił się ponownie z Chają Deworą, córką rabina Awrohoma Szmuela Pysznika z Berezny. Mieli razem sześcioro dzieci, w tym Mordechaja Rokeacha, który później był znany jako Mordechaj z Biłgoraja i towarzyszył jego przyrodniemu bratu Aaronowi, gdy jako jedyni z całej rodziny uciekli z kontrolowanej przez nazistów Europy Wschodniej i przybyli do Izraela w lutym 1944 roku.
Po śmierci ojca w 1894 roku Issachar Dow objął stanowisko rabina miasta Bełza i duchowego przywódcy bełskich chasydów. Stał też na czele ruchu Machzikei Hadas założonego przez jego ojca.
Był uznanym przywódcą Żydów galicyjskich i był znany jako cudotwórca, przyciągający tysiące, którzy szukali jego błogosławieństwa. Stworzył program joszwim w Bełzie, który zachęcał żonatych i niezamężnych mężczyzn do spędzania całego dnia na nauce Tory. Tych uczonych wspierali lokalni biznesmeni.
Był zdecydowanym przeciwnikiem syjonistów. W wyborach do wiedeńskiej Rady Państwa w latach 1907 i 1911 poparł kandydatów Koła Polskiego. Stanowczo zwalczał Agudas Israel, którą uważał za zbyt postępową; zakazał swoim zwolennikom wstępowania do niej. Atmosferę dworu w Bełzie opisał Jiři Langer (9 bram do tajemnic chasydów, Kraków 1988). W latach 1914–1927 przebywał wraz ze swoim dworem na Węgrzech.
Podczas I wojny światowej wojska rosyjskie zdobyły i zniszczyły Bełz. Issachar Dow Ber Rokeach uciekł na Węgry z wieloma swoimi chasydami. Po zakończeniu wojny mieszkał przez około dwa lata w Oleszycach, w domu chasyda o nazwisku Israel Vogel. Po wojnie polsko-bolszewickiej i unormowaniu się granicy wrócił do Bełza, aby ponownie założyć swój dwór 8 stycznia 1924